# Mossoró
Mossoró – miasto w północno-wschodniej Brazylii, w stanie Rio Grande do Norte, nad rzeką Apodi (uchodzi do Oceanu Atlantyckiego). Około 211,7 tys. mieszkańców.
W mieście rozwinął się przemysł spożywczy, włókienniczy oraz rzemieślniczy.